# Одесский академический украинский музыкально-драматический театр имени В. Василько
Одесский академический украинский музыкально-драматический театр имени В. Василько (укр. Одеський академічний український музично-драматичний театр імені В. Василька) — один из ведущих театров Юга Украины.

## История

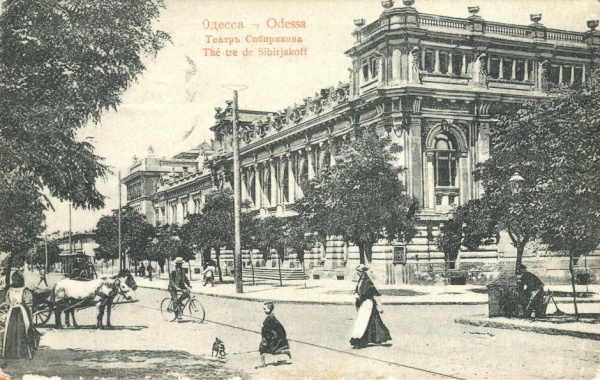
Здание театра Сибирякова, ХХ ст.

Театр на собственные средства построил Александр Сибиряков, назвав его своим именем (открытие состоялось 16 октября 1903 года спектаклем по пьесе Л. Н. Толстого «Плоды просвещения»); позднее носил название Украинский музыкально-драматический театр им. Октябрьской революции.
Кроме основной сцены, работают экспериментальные сценические площадки: «Зритель на сцене» и «Сцена 38», где действие происходит в непосредственной близости к зрителю. В театре демонстрируются драматические пьесы и музыкальные спектакли.

## Известные актёры, служившие в театре
- Мациевская, Лидия Владимировна
- Осташевский, Генрих Романович
- Бабенко, Георгий Гаврилович
- Божек, Юлий Иванович
- Замычковский, Иван Эдуардович
- Крамаренко, Андрей Иванович
- Пазенко, Анатолий Федорович
- Слёзка, Николай Иосифович
- Яковец, Василий Васильевич
- Лысенко, Виктор Николаевич
- Пресич, Маргарита Александровна
- Хорош, Михаил Павлович
- Хрукалова, Зинаида Семёновна
- Луценко, Александр Устимович
- Ващенко, Наталья Юрьевна — служила в театре в 1936—1960 годах, в 1950 году присвоено звание Заслуженная артистка УССР.

## Награды
- Орден «Знак Почёта» (11 ноября 1975 года) — за заслуги в развитии советского театрального искусства[2].